# الغزو الياباني لمنشوريا
الغزو الياباني لمنشوريا هو غزو قام به جيش كوانتونغ الياباني على إقليم منشوريا التابع للصين عام 1931 حيث قامت اليابان باستغلال حادثة موكدين كذريعة للغزو، فقام جيش كوانتونغ بشن هجومه على منشوريا في 19 سبتمبر 1931 ليستولى على كامل الإقليم، قامت اليابان بتنصيب حكومة عميلة لها في منشوريا. ودام الاحتلال الياباني لمنشوريا حتى نهاية الحرب العالمية الثانية.
كانت منطقة سكك حديد جنوب منشوريا، وشبه الجزيرة الكورية بالفعل تحت سيطرة الإمبراطورية اليابانية منذ الحرب الروسية-اليابانية في عام 1904. أدت عملية التصنيع والعسكرة المستمرة في اليابان إلى تزايد اعتمادها على واردات النفط والمعادن من الولايات المتحدة الأمريكية. أدت العقوبات الأمريكية التي منعت التجارة مع الولايات المتحدة الأمريكية (التي احتلت الفلبين في نفس الوقت تقريبًا) إلى توسع اليابان في احتلال أراضي في الصين وجنوب شرق آسيا. يُشار إلى الغزو أحيانًا على أنه التاريخ البديل لبداية الحرب العالمية الثانية، وذلك على النقيض من التاريخ الأكثر شيوعًا وهو سبتمبر 1939.
نتيجة لاستحواذ الغزو على اهتمام دولي كبير، كونت عصبة الأمم لجنة ليتون (برئاسة السياسي البريطاني فيكتور بولوير ليتون) لتقييم الوضع، إذ قدمت المنظمة نتائجها في أكتوبر 1932. وُصف الغزو بأنه غير شرعي أخلاقيًا، وهو ما دفع الحكومة اليابانية إلى الانسحاب من عصبة الأمم بالكامل.

## الإلحاق الأولي
وقعت حادثة موكدين بعد النزاع الصيني-الياباني في يوليو 1931 المعروف باسم حادثة وانباوشان. في 18 سبتمبر 1931، نقلت القيادة العامة للإمبراطورية اليابانية التي قررت سياسة موضعة الحادث قرارها إلى قيادة جيش كوانتونغ. وبرغم ذلك، أمر القائد العام لجيش كوانتونغ الجنرال شيغيرو هونجو بدلًا من ذلك قواته بالمضي قدمًا لتوسيع العمليات العسكرية على طول خط سكة حديد جنوب منشوريا. توغلت قوات من الفرقة الثانية بناء على أوامر من الفريق جيرو تامون حتى خط السكك الحديدية؛ واستولت تقريبًا كل مدينة على طول 730 ميل في غضون أيام، واحتلت آنشان، هايتشنغ، كايوان، تيلينغ، فوشون، سيبينغ، تشانغتشون، هواديان، ينغكو، داندونغ، وبنشي.
وبالمثل في 19 سبتمبر استجابة لطلب الجنرال هونجو، أمر جيش جوسون في كوريا بقيادة الجنرال سينجوري هاياشي فرقة المشاة العشرين بتقسيم قوتها، لتُشكل اللواء المختلط التاسع والثلاثين، الذي غادر في ذلك اليوم إلى منشوريا دون إذن من الإمبراطور.
استولت القوات اليابانية بين 20 سبتمبر و25 سبتمبر على شيونغيي، شانغتو، لياويانغ، لياويوان، تاونان، جيلين، جياوهي، وشين مين. وقد أدى ذلك إلى تأمين السيطرة بشكل كبير على مقاطعتي لياونينغ وجيلين، والخط الرئيسي لاتصالات السكك الحديدية إلى كوريا.
صدمت طوكيو بخبر تصرف الجيش دون أوامر من الحكومة المركزية. إذ أوقع الحكومة المدنية اليابانية في حالة من الفوضى بسبب هذا العمل المتمرد الجيكوكوجي، ولكن مع ظهور تقارير عن تحقيق انتصار سريع تلو الآخر، شعرت بالعجز عن معارضة الجيش. وكان قرارها هو إرسال ثلاث فرق مشاة أخرى على الفور من اليابان، بدءًا باللواء الرابع عشر المختلط من الفرقة السابعة للجيش الإمبراطوري الياباني. كان من الممكن أن تُحتجز الحكومة المنتخبة كرهينة من قبل قوات الجيش والبحرية خلال هذه الفترة، وذلك لأن أعضاء الجيش والبحرية كانوا ضروريين دستوريًا لتشكيل مجلس الوزراء. وستنهار الحكومة بدون دعمهم.

## الحركات الانفصالية
استُبدلت حكومة مقاطعة لياونينغ بعد فرارها من موكدين بـ «لجنة الحفاظ على الشعب»، التي أعلنت انفصال مقاطعة لياونينغ عن جمهورية الصين. نُظمت حركات انفصالية أخرى في كيرين التي تحتلها اليابان من قبل الجنرال شي تشيا قائد جيش «كيرين الجديد»، وأيضًا في هاربين من قبل الجنرال زانغ شينغ هوي. أعلن الجنرال شانغ هايبينغ في أوائل أكتوبر في تاونان بمقاطعة لياونينغ شمال غرب البلاد قيام منطقته المستقلة عن الصين، مقابل قيام الجيش الياباني بشحن عدد كبير من الإمدادات العسكرية له.
أمر الجنرال شانغ هايبينغ في 13 أكتوبر ثلاثة أفواج من جيش استرداد هسينجان تحت قيادة الجنرال شو جينجلونغ بالتحرك شمالًا للسيطرة على عاصمة مقاطعة هيلونغجيانغ في كيكيهار. عرض بعض الأفراد في المدينة الاستسلام السلمي للبلدة القديمة المسورة، وتقدم تشانغ بحذر لقبولها. وبرغم ذلك، فقد هاجمت قوات الجنرال دو ليانفانغ حراسه المتقدمين، ولكنهم فروا بعد تعرضهم لخسائر فادحة بعد معركة وحشية تواجدت فيها رفقة ميكانيكية مدافعة عن الضفة الشمالية. فُجر جسر نينجيانغ للسكك الحديدية خلال هذه المعركة من قبل القوات الموالية للجنرال ما زانكانغ لمنع استخدامه.

## مقاومة الغزو الياباني
مُستخدمين إصلاح جسر نهر نين كذريعة، أرسل اليابانيون مجموعة إصلاح في أوائل نوفمبر تحت حماية القوات اليابانية. اندلع القتال بين القوات اليابانية والقوات الموالية للحاكم بالنيابة عن مقاطعة هيلونغجيانغ الجنرال المسلم ما زانكانغ، الذي اختار أن يعصي حظر حكومة الكومينتانغ على المزيد من المقاومة للغزو الياباني.
أصبح الجنرال ما زانكانغ بطلًا قوميًا في الصين على الرغم من فشله في السيطرة على الجسر، وذلك لمقاومته في جسر نينجيانغ، ونُشر خبر المعركة على نطاق واسع في الصحافة الصينية والدولية. ألهمت الدعاية المزيد من المتطوعين للتجنيد في الجيوش التطوعية المناهضة لليابان.
مكّن الجسر الذي أٌصلح القوات اليابانية وقطاراتها المدرعة من التقدم. أُرسلت قوات إضافية من اليابان في نوفمبر، خاصة اللواء المختلط الرابع من الفرقة الثامنة.
رفض الجنرال ما في 15 نوفمبر 1931 إنذارًا يابانيًا بتسليم كيكيهار، على الرغم من فقدان أكثر من 400 رجل، وإصابة 300 جندي منذ 5 نوفمبر. شن 3500 جندي ياباني بقيادة الجنرال جيرو تامون هجومًا في 17 نوفمبر في طقس متجمد كانت فيه درجة الحرارة تحت الصفر، مما أجبر الجنرال ما على الانسحاب من كيكيهار بحلول 19 نوفمبر.

## العمليات العسكرية في جنوب شرق الصين
أرسل الجنرال هونجو في أواخر نوفمبر 1931 عشرة آلاف جندي في 13 قطارًا مدرعًا، يرافقهم سرب من القاذفات، في تقدم نحو جينتشو من موكدين. وصلت هذه القوات إلى مسافة 30 كيلومترًا (19 ميل) من جينتشو عندما تلقت أمرًا بالانسحاب. أُلغيت العملية من قبل وزير الحرب الياباني الجنرال جيرو مينامي بسبب قبول الشكل المعدل لاقتراح عصبة الأمم من أجل إنشاء «منطقة محايدة» لتكون منطقة عازلة بين الصين ومنشوريا، بانتظار مؤتمر سلام صيني-ياباني مستقبلي من قبل الحكومة المدنية لرئيس الوزراء بارون واكاتسوكي في طوكيو.
وبرغم ذلك، فشل الجانبان في التوصل إلى اتفاق دائم. سرعان ما سقطت حكومة واكاتسوكي وحلت محلها حكومة جديدة بزعامة رئيس الوزراء إينوكاي تسويوشي. بعد فشل المزيد من المفاوضات مع حكومة الكومينتانغ، أذنت الحكومة اليابانية بتعزيز القوات في منشوريا. أُرسلت بقية فرقة المشاة العشرين إلى جانب اللواء المختلط الثامن والثلاثين من فرقة المشاة التاسعة عشرة إلى منشوريا من كوريا في ديسمبر، بينما أُرسل اللواء المختلط الثامن من فرقة المشاة العاشرة من اليابان. وبذلك وصلت القوة الإجمالية لجيش كوانتونغ إلى حوالي 60450 رجلًا.
بوجود هذا الجيش القوي، أعلن الجيش الياباني في 21 ديسمبر عن بدء عمليات واسعة النطاق لمكافحة قطاع الطرق في منشوريا لقمع حركة المقاومة المتزايدة من قبل السكان الصينيين المحليين في مقاطعتي لياونينغ وكيرين.
شُكلت حكومة جديدة في الصين في 28 ديسمبر بعد استقالة جميع أعضاء حكومة نانجينغ القديمة. أدى ذلك إلى اضطراب القيادة العسكرية، وانسحاب الجيش الصيني إلى المنطقة بين جنوب سور الصين العظيم ومقاطعة خبي، وهي خطوة مذلة أدت إلى تقزيم صورة الصين الدولية. احتلت القوات اليابانية تشينشو في 3 يناير 1932 بعد تراجع الجنود الصينيين دون قتال. وفي اليوم التالي، احتل اليابانيون شانهايغوان فارضين كامل سيطرتهم العسكرية على جنوب منشوريا.